# 완벽함은 선의 적이다
완벽함은 선의 적이다(Perfect is the enemy of good)라는 말은 완벽함에 대한 고집이 종종 좋은 개선의 구현을 방해한다는 것을 의미하는 격언이다. 완벽한 것을 이루는 것은 불가능할 수도 있다. 완벽함을 향한 투쟁이 불완전하지만 여전히 가치 있는 것을 감상하거나 실행하는 데 방해가 되어서는 안 된다.

## 기원
영어권 세계에서 이 격언은 볼테르의 작품으로 널리 알려져 있다. 그는 그의  백과사전에 대한 질문들(Questions sur l'Encyclopédie)에서 이탈리아 속담을 인용했다. 1770년: " Il meglio è l'inimico del bene</link> ". 그것은 이후 그의 도덕 시 라 비규엘 ( La Bégueule )에 등장했다. ,  로 시작한다.
Dans ses écrits, un sage Italien
Dit que le mieux est l'ennemi du bien.

(그의 글들에서 , 한 이탈리아 현자가
말하길, 최고는 선함의 적이다.)

이전에, 1726년경, 그의 Pensées(팡세)에서 , 몽테스키외는 " Le mieux est le mortel ennemi du bien 을 썼다. "(최고는 선의 적이다.)

## 이력
아리스토텔레스 와 기타 고전 철학자들이 제창했던 원칙인   황금의 중도 원칙일반적으로  극단주의를 반대한다.
영어 문학에서 이 단어의 의미는 셰익스피어 에서 유래되었다. 그의 비극 《리어왕》 (1606)에서 ,올버니 공작은 "더 나은 것을 추구하다 보면 종종 좋은 것을 망친다"고 경고했으며 소네트 103 에서는 다음과 같이 말했다.
Were it not sinful then, striving to mend,
To mar the subject that before was well?
죄가 아닌가 그럼?,  애써 고치다가  전에 잘되던 것이 망가지는게?

## 변형
1893년 고대 및 현대, 영어 및 외국 출처의 인용문 사전에서는 중국 에서 유래되었다고 주장하는 유사한 속담을 나열한다. "흠이 있는 다이아몬드는 흠이 없는 자갈보다 낫다."
최근의 응용으로는 Robert Watson-Watt가 "불완전 숭배"를 주창하면서 "그들에게 세 번째로 좋은 것을 주어라. 두 번째로 좋은 것은 너무 늦게 오고 가장 좋은 것은 결코 오지 않는다"고 말한 것이 있다.  경제학자 조지 스티글러(George Stigler )가 "비행기를 한 번도 놓치지 않았다면 ,공항에서 너무 많은 시간을 보내는 것이다"라고 주장한 것, 그리고 컴퓨터 프로그램 최적화 분야에서 도널드 커누스(Donald Knuth) 가 " 이른 최적화는 모든 악의 근원이다"라고 한 진술이 있다. 마케팅에서 "품질 크립(quality creep)"이라는 개념은 역효과를 낳는 것으로 인식된다.
- 금도금(소프트웨어 엔지니어링)
- 고장나지 않았으면 고치지 마세요
- 니르바나 오류
- 만족하기
- 유토피아
- 와비사비
- 더 나쁜 것이 더 좋다
- KISS 원칙

## 추가 읽기
- Eric Johns (October 1988), “Perfect is the Enemy of Good Enough”, 《U.S. Naval Institute Proceedings》: 37
- Robert Watson-Watt (1957), 〈The Cult of the Imperfect〉, 《Three Steps to Victory》, Odhams, 74–77쪽